# Phanaeus achilles
Phanaeus achilles är en skalbaggsart som beskrevs av Karl Henrik Boheman 1858. Phanaeus achilles ingår i släktet Phanaeus och familjen bladhorningar. Utöver nominatformen finns också underarten P. a. lydiae.